# 中国人民解放军第四野战军

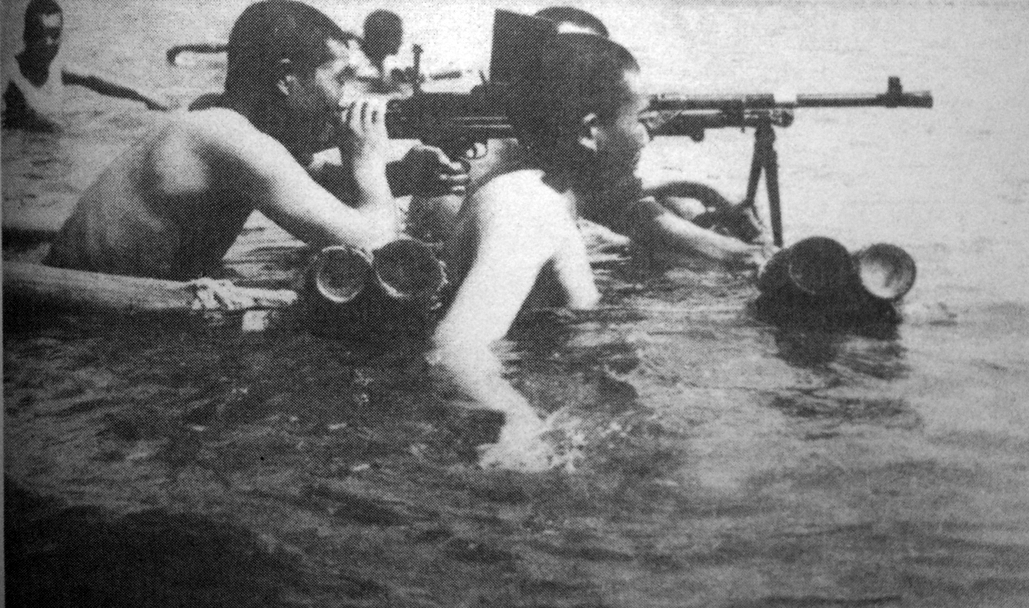
海南島戰役渡海作战前四野使用ZB26式輕機槍练习水上射击

中国人民解放军第四野战军，简称四野，是第二次国共内战时期中国人民解放军五大主力部队之首。由1945年进军东北的八路军、新四军及东北抗日联军为骨干，在东北三省发展组建而成（15-20%人手是朝鮮族）。1948年1月1日，东北民主联军改称东北人民解放军，区分为东北军区和东北野战军（简称东野），东北野战军在1949年3月11日改称为第四野战军。1955年4月，第四野战军番号撤销，所部转隶广州军区。

## 历史

### 1945年：初期发展
1945年8月8日，苏联政府对日宣战；八路军冀热辽军区遵照中共中央主席毛泽东和朱德总司令的命令进军东北。1945年9月7日，已抵沈阳的八路军冀东第16军分区司令员曾克林及所率之冀东第12团和朝鲜支队，经驻沈阳的苏军近卫坦克第6集团军司令克拉夫钦科中将和军事委员图马尼杨批准，以东北人民自治军名义进驻沈阳市区。1945年9月8日东北抗日联军负责人周保中率队进驻沈阳，从这一天起东北抗日联军改称人民自卫军，周保中任总司令，在东北各地由抗联发展起来的部队称：满洲人民自卫军、东满人民自卫军、松江人民自卫军、牡丹江人民自卫军等等，不戴青天白日帽徽，军官穿马裤、高筒靴，有的戴领章，有军衔。
蒋介石领导的国民政府大举进军接收东北。中共中央為了與国民政府爭奪東北，准备了“向北发展，向南防御”的战略方针，决定从关内各解放区抽调一批部队和干部进入东北，会同东北的东北人民自治军，执行爭奪东北的战略任务。中共先后将八路军山东军区直属队一部，第1、第2、第3、第6、第7师，第5师一部，鲁中、滨海、胶东、渤海等军区主力部队各一部，共6万余人；新四军第3师（辖第7、第8、第10旅，独立旅）3万余人；陕甘宁边区第359旅、警备第1旅、教导第2旅各一部以及延安抗日军政大学、延安炮兵学校学员等万余人；晋绥、冀中、冀鲁豫各1个团；以上连同先期进入的冀热辽部队一部共11万余人进入东北；与延安及各解放区的中共党政军干部约2万人陆续进入东北。
1945年9月21日，刘少奇起草中共中央电示东北局书记彭真，商榷以东北人民自治军名义组建大规模正规军。1945年10月31日，毛泽东起草中共中央致电东北局：决定以林彪为东北人民自治军总司令，吕正操、李运昌、肖劲光分别为第一、第二、第三副司令，彭真、罗荣桓为第一、第二政治委员，肖劲光兼参谋长，程子华为副政委、伍修权任第二参谋长、陈正人任政治部主任。1945年11月2日，毛泽东起草中共中央致电东北局：同意周保中为第三副司令，萧劲光改任第四副司令兼参谋长。1945年11月4日，东北人民自治军总部在沈阳宣告成立，下辖吉黑、吉辽、热河、辽东4个军区。。
1945年底陆续成立了锦热、辽宁、辽东、辽西、辽北、吉林、松江、三江、嫩江、北安10个军区，东北人民自治军总兵力发展到27万人。
1945年11月14日，东北人民自治军改称东北民主联军。为执行中共中央关于《建立巩固的东北根据地》的指示，东北民主联军把战略重心从国军防御较强的大中城市转移到较远的小城市和乡村，民主联军分散到东北各地建立根据地。1946年3月东北民主联军对土匪的作战造成其7万余人的伤亡。并对部队进行整编，将个军区先后合并为东满、西满、南满、北满4个二级军区，实行新老部队合编，以主力的大部划归各军区指挥，重新调整了各省军区和军分区，抽调少数主力部队补充到地方武装。后因情况变化，东北民主联军受中央军委的指示又逐步集中主力，发动了为期1个多月的四平保卫战，影響到了国军的攻势，配合了中国共产党同国民党的谈判。

### 1946年：参与二次国共内战
1946年1月12日，东北局电报中央：为了便于争取、号召全国民众，为了避免苏联在外交上的责任，为了造成将来我在谈判中的有利地位，一切与东北原抗日联军有联系的部队，可以抗日地下军的名义出现，东满、北满各部队概称为东北人民自卫军；原东北军将领所统率之部队，概称东北人民自治军，南满各部仍称东北人民自治军，李运昌及黄克诚师、（山东八路军）一师称八路军或东北人民解放军。直到1946年4月28日东北民主联军解放哈尔滨时，还以松江人民自卫军的名义发布告。
1946年6月下旬，二次国共内战正式爆发。东北民主联军根据中共中央的《关于东北目前形势与任务的决议》（“七·七决议”），准备利用国军战线延长、兵力分散、暂难继续大举进攻的时机，进一步建立根据地。8月至10月间，先后以山东第1、第2师及原滨海支队为基础扩编为第7纵队，组成东北民主联军第1纵队；以华中第3师（欠第7旅）组成第2纵队；以山东第7师及华中第3师第7旅组成第6纵队。以上连同前已编成的第3、第4纵队，陕甘宁第359旅和南满独立第1、第2、第3师，全区共有野战军5个纵队、1个旅、3个独立师，约12万余人。为加强以炮兵为重点的特种兵建设，至1947年3月，建立了9个炮兵团，27个营，120个连，1个战车大队，1个高射炮大队，并以东北炮兵学校为基础成立炮兵司令部和政治部，以剿匪、“土改”中发展出的骑兵部队，组成10个骑兵团和1个骑兵支队；成立了护路军司令部，将原分散各地护路部队3400余人，统一整编为7个团，以维护和保证铁路交通的顺畅。此外分别成立了东北军政大学、东北医科大学和炮兵、工兵、测绘、通信、军需、汽车、航空等专业学校，以供部队发展和作战的需要。 
为击败国军“南攻北守 先南后北”的进攻计划，1946 年10月下旬至11月初，东北民主联军发动新开岭战役，在辽宁宽甸西北地区击败国军1个师。后集中南北满主力进行“三下江南，四保临江”作战，歼灭国军大批有生力量，迫使其由进攻转为防御。1947年4月20日，中共中央决定将晋察冀军区之冀热辽军区及所属部队划归东北民主联军建制，东北民主联军的总兵力达46万人。

### 1947年
1947年5月中旬，东北民主联军转入战略性反攻，在长春至沈阳段和沈阳至吉林段铁路沿途地区发动攻势，歼灭国军8万余人。8-9月间，以12个独立师编成第7、第8、第9、第10纵队，并成立了南满、冀察热辽两个军区前方指挥所（后改称第1、第2前方指挥所）。9月中旬，东北民主联军又集中9个纵队的兵力发动秋季攻势，歼灭国军6.9万余人，攻克城市15座，进一步掌握了东北战场的主动权。

### 1948年：改称东北人民解放军
1948年1月1日东北民主联军改称东北人民解放军，区分为东北军区和东北野战军，以原民主联军总部机关为军区兼野战军领导机关，林彪任司令员兼政治委员，高岗任第一副司令员兼副政治委员，吕正操、周保中、肖劲光任副司令员，罗荣桓任第一副政治委员，陈云、李富春任副政治委员，刘亚楼、伍修权任参谋长，谭政任政治部主任。1948年2月以9个独立师（旅）编成第1第11、第12纵队。1947年12月15日至1948年3月15 日，东北野战军发动了为期90天的作战，造成国军15.6万余人伤亡，占领了18座城市，将国军兵力压缩并分割孤立至长春、沈阳、锦州等地，东北解放区的面积扩大到全东北的97%，解放区人口占东北的86%，为大规模进攻作战的需要，东北人民解放军开始建设预备部队和炮兵，从1947年7月至1948年11月，先后训练了164个团，为主力部队输送37万官兵。并加强炮兵建设，在炮兵司令部下成立了可统一指挥与管理所属炮兵的炮兵纵队。各步兵纵队、师、团也分别扩建了炮兵团、营和连。全区拥有各种火炮2316余门。1948年7月以护路军部队为基础扩编为铁道纵队，下辖4个支队，共1.7万余人。至8月止，东北人民解放军总兵力已发展到103万人。8月14日，建立了东北野战军领导机关，由林彪兼司令员、罗荣桓兼政治委员、刘亚楼兼参谋长、谭政兼政治部主任。原第1前方指挥所改为东北野战军第1兵团部，肖劲光任司令员、肖华任政治委员；原第2前方指挥所改为东北野战军第2兵团部，程子华任司令员、黄克诚任政治委员。此时，东北野战军下辖2个兵团部、12个步兵纵队、15个独立师、1个炮兵纵队、1个铁道纵队、3个骑兵师、1个坦克团等共70余万人。9月12日东北野战军主力南下北宁线，发动辽沈战役，至11月2日结束，击败国军至其47.2万余人伤亡，击败东北全境的大部分国军。
1948年11月13日，东北野战军所属第1至第12纵队按照中央军委规定的统一序列，改编为中国人民解放军第38、第39、第40、第41、第42、第43、第44、第45、第46、第47、第48、第49军，每军4个师5至6万余人；另以长春“起义”的国军第60军编为第50军。部队装备因辽沈战役的大量缴获而得到改善。11月下旬东北野战军奉命入关。

### 1949年：改称第四野战军
1948年11月29日至1949年1月31日，东北野战军与华北军区第2、第3、第4兵团及地方武装一部发动了历时64天平津战役，导致国军约52万兵力伤亡或部分投降，击败了除绥远一隅和太原、新乡等少数孤立的国军以外的华北全境的国军。
根据中共中央军委1949年1月15日和3月7日的命令，东北野战军于3月11日改称中国人民解放军第四野战军，林彪任司令员，罗荣桓任政治委员，萧克任参谋长，谭政任政治部主任。下辖4个兵团：第12兵团，肖劲光任司令员兼政治委员下辖第40、第45、第46军；第13兵团，程子华任司令员、肖华任政治委员下辖第38、第47、第49军；第14兵团，刘亚楼任司令员、莫文骅任政治委员下辖第39、第41、第42军；第15兵团，邓华任司令员、赖传珠任政治委员下辖第43、第44、第48军及两广纵队；原野战军所属之特种兵指挥机关改称特种兵司令部下辖2个炮兵师、1个装甲师、1个高炮指挥所和1个工兵指挥所。原铁道纵队扩编为铁道兵团，归军委直接指挥。 
1949年3月下旬第四野战军的先遣部队从华北向南方进军，4月20日配合第二、第三野战军发起渡江战役；5月中旬在湖北团风至蕲春一代强渡长江，后解放武汉。野战军主力于4月中旬南移。5月12日中央军委决定，第四野战军领导机关与中原军区领导机关合并，组成第四野战军兼华中军区领导机关。林彪任司令员、罗荣桓任第一政治委员、邓子恢任第二政治委员、萧克任第一参谋长、赵尔陆任第二参谋长、谭政任政治部主任。6月上旬，野战军主力渡过长江，分三路对国军华中军政长官白崇禧部和华南军政长官余汉谋部进行迂回包抄，10月中旬和下旬分别在衡阳、宝庆（今邵阳）地区和阳江、阳春地区击败白崇禧部主力4个师和余汉谋部4万余人。后进军广西，至12月中旬将白崇禧部17余万人击败于粤桂边之容县、博白和钦州地区。另一部配合第二野战军向西南进军。 
广西战役后，野战军又以其8成的兵力在湘、桂、粤境内参加扫荡任务，先后击毙土匪175万余人。同时第四野战军在建制上作了若干调整：7月以国民革命军第19兵团“起义”的4个师改编为第51军。8月第12兵团部兼湖南省军区。第14兵团部奉命改为中央军委空军的领导机关。装甲兵师调东北成立装甲兵学校。10月，将在长沙“起义”的国军第1兵团改编为人民解放军第21兵团（辖第52、第53军）。11月第15兵团部兼广东省军区。仅11月7日至22日，四野即攻克湖南、贵州、广西的15座县城。22日，攻克广西省重镇桂林。25日，四野39军攻克柳州。
12月，第13兵团部兼广西省军区。12月26日，中央军委批复中共中央华中局并四野：“同意华中军区即正式改名中南军区”。12月30日，中南军区司令部、政治部向所属部队发出通知：「自1950年1月1日起华中军区改称中南军区，组织机构暂时不变」。
1950年1月1日，第四野战军兼华中军区改称中南军区兼第四野战军，直属中央军事委员会领导，机关驻湖北省汉口，为中南地区最高军事领导机关。下辖河南军区、湖北军区、湖南军区、江西军区、广西军区；海南军区兼第43军、粤中军区、粤东军区、粤西军区、粤北军区；中南军区防空司令部、炮兵司令部（下辖4个炮兵师、1个高炮师）、公安部队司令部、工兵司令部（辖5个团）、1个铁道司令部（辖5个铁道团）、广东武装工作部，直辖第41、42、54、55军。共计3个兵团部，16个军、16个独立师、92个独立团、8个警卫团及军政大学6个分校，全军区共150万人。

### 1950年：海南島战役
1950年3月5日-5月1日，第四野战军以第15兵团指挥两个军由当地琼崖纵队带路，以木帆船为主要航运工具实施渡海作战，5月1日解放海南岛除西沙群岛、南沙群岛等岛屿外，华南全境被解放。
为区分野战军与军区双方兼管关系，1950年3月13日第四野战军兼中南军区司令部向所属部队发出通报：「根据中央军委指示规定，今后各部颁发一切文件，统称：第四野战军兼中南军区」。7月6日中南军区、第四野战军司令部就此事发出通报：「今后行文时，如纯对地方军区的，只书中南军区不书四野；如纯对野战部队的，只书四野不书中南军区；如两者均有关联，即书中南军区兼第四野战军，或将中南军区与四野并书」。

### 1955年：番号撤销
1955年4月15日，根据国务院2月11日决定，中南军区改编为广州军区，即日起正式启用新番号，中南军区兼第四野战军番号撤销。原所辖之江西军区划归南京军区建制；以湖北军区为基础组成武汉军区兼湖北军区，辖河南军区。

## 主要战役和战斗
山海关、九门口战役，1945年10月-11月，袭击杜聿明指挥的13军和52军，救援山东军区第7师。
锦州战役，1946年1-2月。
沙岭战役，1946年2月。
秀水河子战役，1946年2月。林彪亲自指挥新四军3师7旅、山东军区第1师和保安第1旅之第1团等部，以3个团打援、4个团攻击，实施围歼孤军深入的国军第13军第89师之266团及265团1营、师属山炮连、输送连获胜。
第一次四平战役，3月15日攻占了四平西郊机场，3月16日晚围城。攻城于17日凌晨2点开始，中午结束。
第二次四平战役，1946年4-5月毛泽东指示林彪“死守四平，寸土必争，化四平为马德里”，林彪执行中共中央决定的“进行大规模的歼灭战”，但最终以伤亡8千人的代价失利，放弃四平、长春等重要城市，主力一路撤退到松花江以北。
新站战役，拉法位于吉林省蛟河市以北9公里，新站在拉法以北6公里，它们是长图（长春至图们）和拉滨（拉法至哈尔滨）线上的一个铁路枢纽。1946年6月7日，歼灭国军71军88师263团另1个营，阻止了国军继续向北满东满地区挺进，从而在松花江两岸达成战略均势，东北民主联军转入休整稳固后方。
辽东、辽南扫荡战。1946年秋冬，国军在中长路正面得手巩固对北面东北民主联军的平衡态势后，将机动兵力转用于后方的辽东、辽南地区，对肖华所部沉重打击，国军52军2师占领了辽宁最后一个要地丹东（当时叫安东卫），辽东、辽南地区的解放军被迫向临江地区转移，藏匿在长白山区。
新开岭战役。1946年10月31日至11月2日，东北民主联军第4纵队（司令员胡奇才）在辽宁省宽甸县西北之新开岭地区，歼灭国军第52军的第25师的900余人。
德惠战役，是“三下江南，四保临江”战役的二下江南战役的组成部分。1947年2月下旬，东北民主联军第6纵队在火炮支援下，对德惠守敌发起进攻失利，被迫停止攻城返回江北。
两次隆化战斗，1947年5月。
锦州战役 (1948年)，伤亡约2.4万人，歼灭国军2万人，俘虏8万人。
塔山战役以5.5万人对阵国军9.6万人坚守多日，伤亡3,774，歼灭敌人9,549人。
长春战役，6,508人牺牲，歼灭国军4,300人，其余2.6万余人起义。
黑山阻击战，伤亡4,100余人，歼灭国军8,000余人，阻止廖耀湘兵团西进，为野战军主力合围该兵团创造了有利条件。
沈阳战役、营口之战等，在辽沈战役中伤亡约6.9万人，歼灭国军5.68万人，俘虏30.62万人，国军另有8.3万人战场起义。

## 編制
| 司令员   | 第一政委   | 第二政委 | 副政委兼政治部主任 | 第一参谋长 | 第二参谋长 | 副参谋长   | 副参谋长 | 政治部副主任 |
| -------- | ---------- | -------- | ------------------ | ---------- | ---------- | ---------- | -------- | ------------ |
| 林彪元帅 | 罗荣桓元帅 | 邓子恢   | 谭政大将           | 萧克上将   | 赵尔陆上将 | 聂鹤亭中将 | 陈光     | 陶铸         |

| 前线委员会书记 | 副书记     | 前线委员会委员 | 前线委员会委员 | 前线委员会委员 | 前线委员会委员 | 前线委员会委员 | 前线委员会委员 |
| -------------- | ---------- | -------------- | -------------- | -------------- | -------------- | -------------- | -------------- |
| 林彪元帅       | 罗荣桓元帅 | 谭政大将       | 萧克上将       | 陶铸           | 萧劲光大将     | 程子华         | 刘亚楼上将     |

| 兵团/直属 | 兵团司令                             | 兵团政委                  | 兵团副司令                             | 下属军队                      | 军长                          | 军政委                          | 下属师团                        |
| --------- | ------------------------------------ | ------------------------- | -------------------------------------- | ----------------------------- | ----------------------------- | ------------------------------- | ------------------------------- |
| 第12兵团  | 萧劲光大将                           | 萧劲光大将                | 陈伯钧上将 韩先楚上将                  | 第40军                        | 罗舜初中将 温玉成中将（后任） | 卓雄、袁升平（后任）            | 第118师 第119师 第120师 第153师 |
| 第12兵团  | 萧劲光大将                           | 萧劲光大将                | 陈伯钧上将 韩先楚上将                  | 第45军                        | 黄永胜上将 陈伯钧上将（后任） | 邱会作中将                      | 第133师 第134师 第135师 第158师 |
| 第12兵团  | 萧劲光大将                           | 萧劲光大将                | 陈伯钧上将 韩先楚上将                  | 第46军                        | 詹才芳中将                    | 李中权少将                      | 第136师 第137师 第138师 第159师 |
| 第13兵团  | 程子华、 黄永胜上将 邓华上将（后任） | 萧华上将、 邓华上将（兼） | 彭明治中将 、 洪学智上将 、 韩先楚上将 | 第38军                        | 李天佑上将 梁兴初中将（后任） | 梁必业 中将 刘西元中将          | 第112师 第113师 第114师 第151师 |
| 第13兵团  | 程子华、 黄永胜上将 邓华上将（后任） | 萧华上将、 邓华上将（兼） | 第47军                                 | 梁兴初中将 曹里怀中将（后任） | 周赤萍中将                    | 第136师 第137师 第138师 第160师 |                                 |
| 第13兵团  | 程子华、 黄永胜上将 邓华上将（后任） | 萧华上将、 邓华上将（兼） | 第49军                                 | 钟伟少将                      | 袁升平中将 徐斌洲中将（后任） | 第145师 第146师 第147师 第162师 |                                 |
| 第14兵团  | 刘亚楼上将                           | 莫文骅中将                | 黄永胜上将 刘震上将                    | 第39军                        | 刘震上将 吴信泉               | 吴法宪中将 吴信泉中将 、徐斌洲  | 第115师 第116师 第117师 第152师 |
| 第14兵团  | 刘亚楼上将                           | 莫文骅中将                | 黄永胜上将 刘震上将                    | 第41军                        | 吴克华中将                    | 莫文骅中将 欧阳文中将（后任）   | 第121师 第122师 第123师 第154师 |
| 第14兵团  | 刘亚楼上将                           | 莫文骅中将                | 黄永胜上将 刘震上将                    | 第42军                        | 万毅中将 吴瑞林中将（后任）   | 刘兴元中将 周彪                 | 第124师 第125师 第126师 第155师 |
| 第15兵团  | 邓华上将 、黄永胜                    | 赖传珠上将                | 洪学智上将 贺晋年少将                  | 第43军                        | 李作鹏中将                    | 张池明中将                      | 第127师 第128师 第129师 第156师 |
| 第15兵团  | 邓华上将 、黄永胜                    | 赖传珠上将                | 洪学智上将 贺晋年少将                  | 第44军                        | 方强中将                      | 吴富善中将 谭甫仁中将           | 第130师 第131师 第132师 第157师 |
| 第15兵团  | 邓华上将 、黄永胜                    | 赖传珠上将                | 洪学智上将 贺晋年少将                  | 第48军                        | 贺晋年少将                    | 陈仁麒中将                      | 第142师 第143师 第144师 第161师 |
| 第21兵团  | 陈明仁上将                           | 唐天际中将                | 文建武 王劲修 傅正模 唐生明 魏镇少将   | 第52军                        | 王劲修                        | 杨树根少将                      | 第214师 第215师 第216师         |
| 第21兵团  | 陈明仁上将                           | 唐天际中将                | 文建武 王劲修 傅正模 唐生明 魏镇少将   | 第53军                        | 彭杰如                        | 王振少将                        | 第217师 第218师 第219师         |
| 直属部队  |                                      |                           |                                        | 第50军                        | 曾泽生中将                    | 徐文烈少将                      | 148师 149师 150师 167师         |
| 直属部队  | 第51军                               | 张轸                      | 杨春甫                                 | 第211师 第212师               |                               |                                 |                                 |
| 直属部队  | 第54军                               | 丁盛少将                  | 谢明少将                               | 第130师 第134师 第135师       |                               |                                 |                                 |
| 直属部队  | 第55军                               | 陈明仁上将                | 王振少将                               | 第144师 第215师 第219师       |                               |                                 |                                 |
| 直属部队  | 第58军                               | 孔庆德中将                | 方正平中将                             | 第172师 第173师 第174师       |                               |                                 |                                 |
| 直属部队  | 两广纵队 （1949年3月-1950年1月）     | 曾生                      | 雷经天                                 |                               |                               |                                 |                                 |

- 注：1.第13兵团于1950年下旬进行重组，重组后由邓华上将担任司令员兼政委，杜平中将任政治部主任，下辖38军（军长梁兴初）、39军（军长吴信泉）、40军（军长温玉成）、42军（军长吴瑞林）。1950年10月，第13兵团以志愿军名义进入朝鲜参加朝鲜战争后，兵团司令部自动平移为中国人民志愿军司令部，下属各部队改编为“志司”直属部队。朝鲜战争第一次战役打响前，第13兵团/志司直属部队补入第50军（军长曾泽生）、第66军（军长肖新槐）。朝鲜战争第四次战役期间，13兵团/志司直属部队补入第47军（军长曹里怀）。

2.第14兵团于1949年8月进行改组，兵团司令部改组为中国人民解放军空军司令部，下辖的部队当中第41军脱离编制，第39军、第42军编入13兵团（时任司令员为黄永胜）。
3.第12兵团于1950年上旬改组，兵团司令部改组为中国人民解放军海军司令部，下辖部队当中第40军随军长兼兵团副司令韩先楚上将及兵团参谋长解方少将编入13兵团，第45军被并入广东军区，第46军成为中央军委直辖的战略机动部队，并在之后参加朝鲜战争。
- 第四野战军后勤部
  - 参谋长罗文
  - 后勤部第6分部兵站站长刘凤梧
- 第四野战军特种兵司令部
  - 政治部主任唐凯 政治部副主任吴涛
  - 战车师师长曾克林
  - 骑兵第5师师长何能彬
  - 炮兵第8师师长王珩
- 第13兵团
  - 政治部主任刘道生  
    - 民运部部长杨文汉

  - 补训师
    - 第2团团长王定国
- 第15兵团
  - 直属政治部副主任郝福鸿

### 日籍军人
中国人民解放军第四野战军曾收编人數约有3万日籍军人，據《中国人民解放军第四野战军卫生工作史》记载说，当时卫生部门表彰的立功者有四分之一是原驻满日军。据称日本人在军区卫生部有7200人，军区军工部有20000人。日本人原四野成员后于1970年组织了“回想四野会”。
2019年9月25日，中国驻日本使馆举行“庆祝中华人民共和国成立70周年”纪念章颁发仪式，为曾经与中国人民解放军并肩战斗的51位在世日本籍士兵颁发纪念章。

### 朝鲜人民军
1949年7月，四野第164师朝鲜族士兵转入朝鲜人民军第5师，第156师朝鲜族士兵转入朝鲜人民军第12师，并参与后来的朝鲜战争。